# Chrysopodes tristellus
Chrysopodes tristellus är en insektsart som först beskrevs av Luisa Eugenia Navas 1920.  Chrysopodes tristellus ingår i släktet Chrysopodes och familjen guldögonsländor. Inga underarter finns listade i Catalogue of Life.